# Le Cergne
Le Cergne là một xã trong tỉnh Loire miền trung nước Pháp.